# Emblematodes
Emblematodes är ett släkte av fjärilar. Emblematodes ingår i familjen äkta malar.
Kladogram enligt Catalogue of Life:
| Emblematodes | \| \| Emblematodes aberrans \| \| \| \| \| \| Emblematodes cyanochra \| \| \| \| |
|              | \| \| Emblematodes aberrans \| \| \| \| \| \| Emblematodes cyanochra \| \| \| \| |
|              | Emblematodes aberrans                                                            |
|              |                                                                                  |
|              | Emblematodes cyanochra                                                           |
|              |                                                                                  |